# Осман ібн Аффан
Осман ібн Аффан (араб. عثمان بن عفان‎ ‎‎ — ‘Uthmān ibn ‘Affān), (повне ім’я — Осман ібн Аффан ібн Абу аль-Ас ібн Омея ібн Абді аш-Шамс ібн Абд Манаф аль-Курайші аль-Умаві) (575 — 17 червня 656 р.) — один із сподвижників Магомета, третій арабський халіф (від 644 року). Походив з династії Омеядів. За Османа була закінчена кодифікація Корану. Суніти розглядяють його, як одного з чотирьох праведних халіфів, разом з Абу-Бакром, Омаром та Алі. Шиїти вважають його узурпатором.

## Біографія

### Ранні роки
Осман ібн Аффан народився в Мецці в 575 р. Його матір’ю була Арва бінт Курайз. Він був представником впливової династії Омеядів. Осман був одним з перших людей, що прийняли іслам. Це викликало невдоволення його дядька Хакама ібн Абу аль-Аса, який робив спроби повернути свого племінника до віри предків. Через деякий час Осман одружився з донькою пророка Магомета Рукая. Від цього шлюбу у Омара народився син Абдулла, який невдовзі помер у Медіні. За часів переслідувань мусульман у Мецці, Мухаммед відправив частину своїх послідовників до Ефіопії. Серед них був і Осман.
За деякий час Осман повернувся до Мекки і, разом з іншими мусульманами, здійснив гіджру (переселення) до Медіни. Після переселення Осман брав активну участь у становленні та розвитку мусульманської держави. Брав участь у всіх битвах, що відбувалися між мусульманами і їх супротивниками, окрім битви під Бадрою. Причиною цього стала тяжка хвороба його дружини — Рукая померла і була похована в день перемоги мусульман у цій битві.

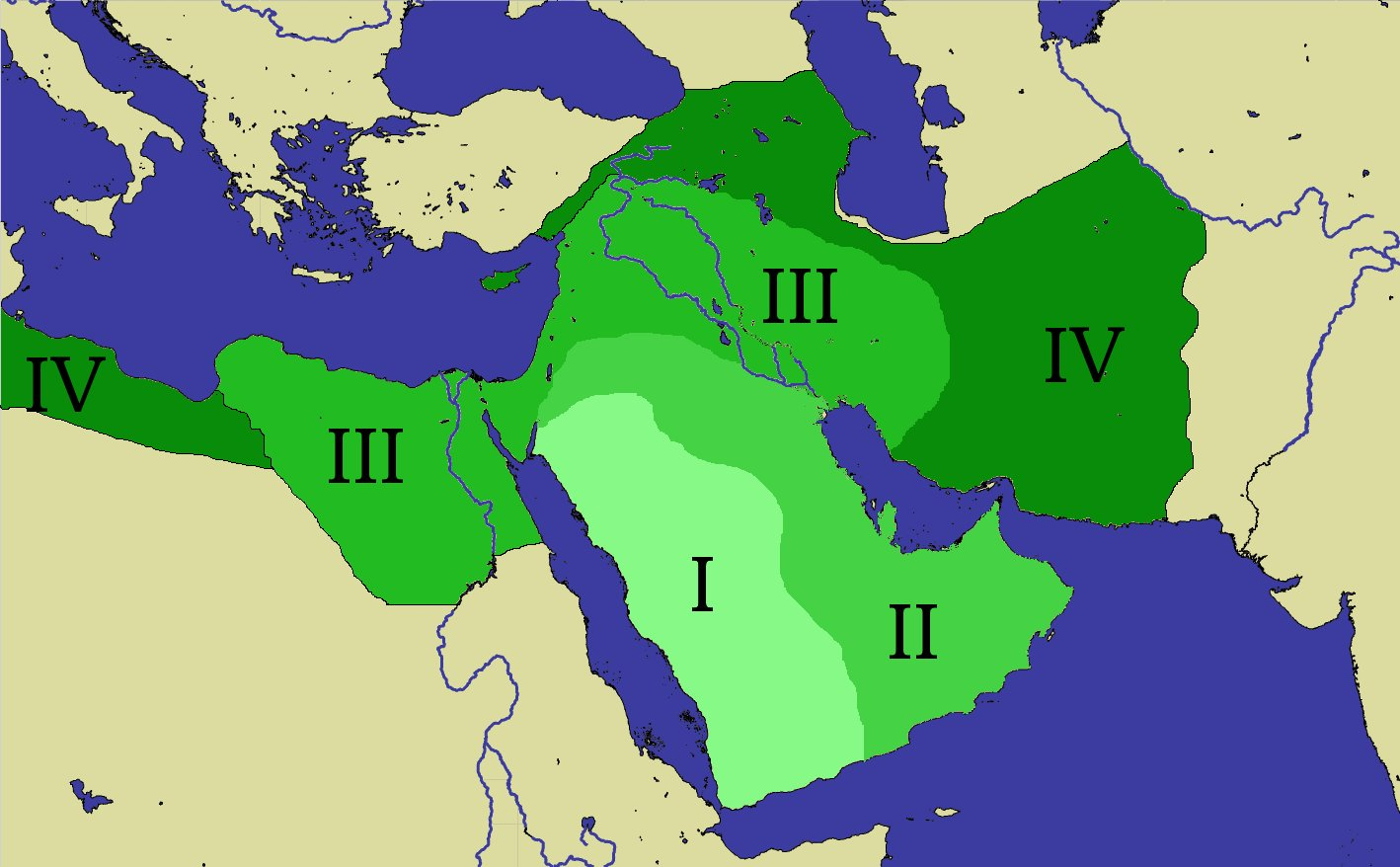
Ісламські завоювання при праведних халіфах. I — на час смерті Мухаммада; II — завоювання Абу-Бакра; III — завоювання Умара; IV — завоювання Османа

Осман вдруге одружився зі ще однією дочкою пророка Мухаммеда — Умм Кульсум. У зв’язку з цим Османа почали називати Зу’н-Нурайном (володарем двох зірок).
Осман ібн Аффан був багатою людиною. Впродовж всього мединського періоду життя Мухаммеда він надавав мусульманам матеріальну підтримку.

### Правління і територіальна експансія
Осман перебував поруч з Магометом під час його прощального хаджу. За часів правління халіфів Абу-Бакра й Умара, Осман активно підтримував їх політичний курс.
Після замаху на Омара в 644 р., смертельно поранений халіф наказав скликати раду з шести найвидатніших сподвижників пророка Мухаммеда, у складі: Османа ібн Аффана, Алі ібн Абу Таліба, Тальхі ібн Убайдулли, аз-Зубайра ібн аль-Аввама, Абд ар-Рахмана ібн Ауфа и Саада ібн Абу Ваккаса. Їм було наказано впродовж трьох днів обрати одного з них новим халіфом. На цій раді, третім халіфом було обрано Османа.
За часів його правління була створена спеціальна комісія з остаточної редакції Корану. Комісію очолив один із секретарів Мухаммеда Зейд ібн Сабіт, що розпочав свою роботу ще за правління першого халіфа Абу-Бакра. Були розмножені екземпляри Корану, які були розіслані у різні частини Халіфату.
За часів правління Османа продовжувались успішні завойовницькі війни. Були продовжені завоювання в Північній Африці (Лівія), Сирії, був завойований острів Кіпр, Вірменія. Мусульманські війська нанесли низку поразок Візантійській імперії — до Халіфату була приєднана частина Малої Азії. На Сході мусульманські війська розгромили іранського шаха Єздигерда III, який загинув у Мерві.
Після його смерті владі Сасанідських шахів Ірану настав кінець, і ця країна остаточно стала частиною Халіфату.

### Невдоволення правлінням Османа
За останніх років правління Османа вперше виникла опозиція до халіфа, у провінціях спалахували заколоти. Це пояснюється збільшенням вагомості нових центрів, таких, як Куфа, Басра і Фустат. Осман намагався посилити контроль над ними, призначаючи туди намісниками своїх родичів, які отримували від нього землі й щедрі фінансові винагороди. Збагачення халіфа і його родини викликало докори з боку аскетично налаштованої частини мусульман, вони звинуватили його у відхиленні від способу життя, який провадили Мухаммед і двоє попередніх халіфів.

При Османі суттєво посилилось становище Омеядів, що викликало невдоволення з боку прибічників Алі ібн Абу Таліба (двоюрідного брата і зятя Мухаммеда). Вони вважали, що не Осман, а Алі, найближчий родич і сподвижник пророка, повинен посісти місце халіфа.

### Загибель

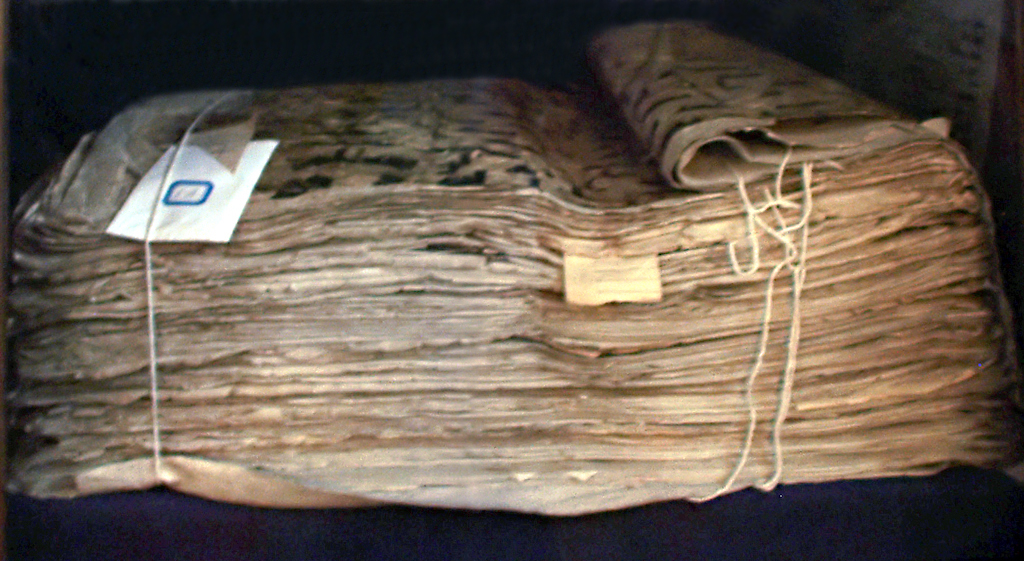
Вважається, що на цьому примірнику корану з Ташкентського музею є залишки крові халіфа Османа

На початку травня 656 року до Медіни прибула делегація єгиптян. Осман пообіцяв задовольнити їхні вимоги, а потім начебто послав листа своєму наміснику з наказом стратити їх після прибуття. Листа було перехоплено, єгиптяни повернулись і за підтримки інших невдоволених осадили Османа в його будинку; більшість мединської верхівки дотримувалась ворожого нейтралітету. 17 червня невдоволені, на чолі з Абдаллахом, сином халіфа Абу-Бакра, увірвалися до будинку і зарубали Османа; ім’я вбивці точно не відоме. За переказами, кров убитого халіфа окропила Коран, що лежав поруч. Такі «османівські» Корани, як найбільша реліквія зберігались у багатьох мечетях, зокрема один у Самарканді (тепер в Музеї історії Узбекистану в Ташкенті).
У XXI ст. було знайдено камінь з арабським написом про смерть третього халіфа